# Erigonoplus justus
Erigonoplus justus är en spindelart som först beskrevs av O. Pickard-Cambridge 1875.  Erigonoplus justus ingår i släktet Erigonoplus och familjen täckvävarspindlar. Inga underarter finns listade i Catalogue of Life.